# Clemmus troglodytes
Clemmus troglodytes is een keversoort uit de familie zwamkevers (Endomychidae). De wetenschappelijke naam van de soort werd in 1850 gepubliceerd door Hampe.